# Daddy DJ (singel Daddy DJ)
„Daddy DJ” – debiutancki singel francuskiego duetu muzycznego Daddy DJ, wydany w 2000 roku. Singel został napisany przez członów duetu, Davida Le Roya oraz Jeana Christophe'a Belvala i wyprodukowany przez J & B.
Singel został odnotowany na pierwszym miejscu na Top 60 Singles w Szwecji sprzedając się w 10 000 egzemplarzach i osiągając status złotej płyty, Top 20 Singles w Norwegii sprzedając się w 15 000 egzemplarzach i osiągając status platynowej płyty. We Francji na notowaniu Top 100 Singles i sprzedał się w nakładzie 999 000, stał się diamentową płytą.

## Lista utworów
- CD singel (22 czerwca 2000)[1]

1. „Daddy DJ” (Chico & Tonio Radio Edit)	– 3:38
2. „Daddy DJ” (Original Radio Edit) – 3:44
3. „Daddy DJ” (G-Box 2 Steps Lullaby Mix) – 3:41

- CD Singel (22 czerwca 2000)[1]

1. „Daddy DJ” (Chico & Tonio Radio Edit)	– 3:36
2. „Daddy DJ” (Original Extented Mix) – 5:46

## Notowania na listach przebojów
| Kraj/Region       | Lista (2000/2001/2002) | Najwyższa pozycja | Sprzedaż | Certyfikacja  |
| ----------------- | ---------------------- | ----------------- | -------- | ------------- |
| Szwecja           | Top 60 Singles         | 1                 | 10 000   | złoto         |
| Belgia (Walonia)  | Ultratop 50            | 1                 | –        | –             |
| Norwegia          | Top 20 Singles         | 1                 | 15 000   | złoto platyna |
| Francja           | Top 100 Singles        | 2                 | 999 000  | diament       |
| Dania             | Tracklisten Top 40     | 2                 | –        | –             |
| Finlandia         | Top 20 Singles         | 3                 | –        | –             |
| Niemcy            | Top 100 Singles        | 7                 | –        | –             |
| Holandia          | Single Top 100         | 7                 | –        | –             |
| Austria           | Singles Top 75         | 8                 | –        | –             |
| Belgia (Flandria) | Ultratop 40            | 8                 | –        | –             |
| Rumunia           | Romanian Top 100       | 11                | –        | –             |
| Holandia          | Top 40                 | 15                | –        | –             |
| Szwajcaria        | Singles Top 75         | 22                | –        | –             |

## DotA
W 2006 roku szwedzki muzyk Basshunter wykorzystał muzykę z „Daddy DJ” w swoim utworze „Vi sitter i Ventrilo och spelar DotA”, który w 2007 roku został wydany w nowej wersji pod tytułem „DotA”, jest to też angielski tytuł „Vi sitter i Ventrilo och spelar DotA”. Basshunter nie ukrywa, że „Vi sitter i Ventrilo och spelar DotA” to wersja „Daddy DJ”.
W 2008 roku Basshunter w utworze „All I Ever Wanted” wykorzystał i zmienił fragmenty z utworu „Vi sitter i Ventrilo och spelar DotA”.
Basshunter wykonał utwór demo „Daddy DJ”, który jest coverem „Daddy DJ” francuskiego duetu.

## Wersja Crazy Froga
W 2009 roku Crazy Frog wykonał utwór „Daddy DJ”, muzykę zapożyczył z singla Basshuntera „All I Ever Wanted” a tekst z utworu duetu Daddy DJ – „Daddy DJ”.